# Анджелкович, Душан
Ду́шан Андже́лкович (серб. Душан Анђелковић; Dušan Anđelković; 15 июня 1982, Кралево, СФРЮ) — сербский футболист. Выступал на позиции защитника. Четырёхкратный чемпион Сербии и Обладатель Кубка Сербии.

## Карьера

### Клубная
Слога
Профессиональную футбольную карьеру начал в 2001 году в клубе «Слога», игравшем в одном из низших дивизионов чемпионата Югославии.
Црвена Звезда
В 2005 году перешёл в «Црвену Звезду», в составе которой за три сезона провёл более 50 матчей и стал чемпионом Сербии в 2007 году.
Коджаэлиспор
2008 год провёл в составе турецкого клуба «Коджаэлиспор», но из-за финансового кризиса клуб разорился, перестал платить зарплату игрокам, в результате чего Душан обратился в ФИФА с просьбой расторгнуть контракт.
Ростов
В 2009 году перешёл в российский клуб «Ростов». По итогам сезона 2009 признан лучшим левым защитником Чемпионата России, по версии СЭ. 
Краснодар
В 2011 году игрок подписал трехлетний контракт с «Краснодаром». 
Црвена Звезда
29 декабря 2014 года заключил контракт с «Црвеной Звездой». Контракт был рассчитан до лета 2016 года. В апреле 2018 года заявил что этот сезон будет для него последним.

### В сборной
В 2007 году провёл один матч за национальную сборную Сербии.

## Достижения

### Клубные
«Црвена Звезда»
- Чемпион Сербии (3): 2006/07, 2015/16, 2017/18
- Чемпион Сербии и Черногории (1): 2005/06
- Обладатель Кубка Сербии и Черногории : 2005/06
- Облададель Кубка Сербии : 2006/07

### Индивидуальные
- Россия : Лучший левый защитник (2009)